# Рашки окръг
Вижте пояснителната страница за други значения на Рашка.
Рашки окръг (на сръбски: Рашки округ или Raški okrug) е разположен в югозападната част на Централна Сърбия, Република Сърбия, в историческата област Рашка.
Населението на окръга наброява 300 274 души (2002), а административен му център е Кралево.

## Административно деление
Рашки окръг е съставен от 5 общини:
- Град Кралево
- Град Нови пазар
- Община Врънячка баня
- Община Рашка
- Община Тутин

## Население
В окръга живеят 300 274 души според последното преброяване на населението (2002) от следните етнически групи:
- сърби: 188 456
- бошняци: 93 921
- мюсюлмани по националност: 1895
- черногорци: 1389
- югославяни: 522
- македонци: 329
- албанци: 160
- българи: 85
- унгарци:72
- горани:62

## История
В околностите на град Кралево се намира „майката на всички сръбски църкви“ – манастирът Жича. Този духовен център на сръбската средновековна държава на Неманичите е изграден около 1220 година, когато става средище на новооснованата сръбска архиепископия.
Манастирът Студеница е изграден в края на 12 век от Стефан Неман, който богато го изографисва и го снабдява с книги. Накрая се замонашва и отива в Хилендарския манастир, а поддръжката на манастира е поета от неговия син Стефан, по-късно наречен Първовенчани.
Недалече от Нови пазар се намира манастирът Сопочани, построен от Стефан Урош I, син на крал Стефан Първовенчани. Изграден е около 1260 година. Най-голямата му забележителност са неговите фрески, които са пример за европейското средновековно изобразително изкуство.